# Вуд, Грэхем (хоккеист на траве)
Грэхем Вуд (англ. Graham Wood, 24 июня 1936, Мельбурн, Австралия) — австралийский хоккеист (хоккей на траве), полузащитник. Бронзовый призёр летних Олимпийских игр 1964 года.

## Биография
Грэхем Вуд родился 24 июня 1936 года в австралийском городе Мельбурн.
В 1960 году вошёл в состав сборной Австралии по хоккею на траве на Олимпийских играх в Риме, занявшей 6-е место. Играл на позиции полузащитника, провёл 1 матч, мячей не забивал.
В 1964 году вошёл в состав сборной Австралии по хоккею на траве на Олимпийских играх в Токио и завоевал бронзовую медаль. Играл на позиции полузащитника, провёл 8 матчей, мячей не забивал.